# Geothlypis philadelphia
El chipe cabecigrís filadélfico o reinita plañidera (Geothlypis philadelphia) es una especie de ave paseriforme de la familia de los parúlidos que anida en América del Norte e invierna en América Central y norte de Sudamérica.

## Descripción
Esta ave, de entre 12 y 13 cm de longitud en su edad adulta, presenta ligero dimorfismo sexual en el plumaje. El macho tiene la cabeza y el pecho de color gris, con manchas negras en la garganta el pecho y los lores. El resto de las partes ventrales es amarillo y las partes dorsales son pardas oliváceas.
La hembra es parecida al macho. Sin embargo, la cabeza, aunque gris, resulta más pálida que en el macho, y no presenta manchas negras. La garganta es aún más deslavada, llegando a ser incluso blancuzca o a tener ciertos matices amarillentos.
Los individuos juveniles muestran una tonalidad tendiente al pardo en cabeza y pecho, la garganta muy pálida y la corona y la nuca oliváceas.
Resulta parecida a otras especies de su género que presentan cabeza gris: O. agilis y G. tolmiei.

## Hábitat y distribución
Habita en el interior de bosques húmedos, frecuentemente con abundantes arbustos. Busca su alimento en el suelo, generalmente de manera silenciosa.
Su área de distribución abarca, en época reproductiva, el norte de América del Norte, sobrelapándose en gran medida con la del chipe cabecigrís ojianillado (G. agilis). Se distribuye en Canadá desde el norte de Alberta hasta Terranova, y en el noreste de los Estados Unidos (Grandes Lagos y Nueva Inglaterra).
Su área de invernada comprende desde el sur de Nicaragua hasta el norte de Ecuador y noroeste de Venezuela.